# Diana Davis
Diana Davis, ros. Диана Сергеевна Дэвис Diana Siergiejewna Dewis (ur. 16 stycznia 2003 w Las Vegas) – rosyjska łyżwiarka figurowa reprezentująca Gruzję od 2023 roku, startująca w parach tanecznych z Glebem Smołkinem. Uczestniczka igrzysk olimpijskich (2022), zwyciężczyni zawodów z cyklu Challenger Series, medalistka zawodów z cyklu Junior Grand Prix, wicemistrzyni Rosji (2022).
Posiada obywatelstwo amerykańskie i rosyjskie. Jej matką jest trenerka łyżwiarstwa Eteri Tutberidze.
Po wykluczeniu od 1 marca 2022 roku rosyjskich łyżwiarzy figurowych z zawodów międzynarodowych przez Międzynarodową Unię Łyżwiarską (ISU) ze względu na inwazję Rosji na Ukrainę, Diana Davis i jej partner sportowy Gleb Smołkin zmienili dotychczasową reprezentację Rosji na Gruzję wraz z sezonem 2023/2024. W sezonie 2022/2023 nie startowali ze względu na problemy ze znalezieniem nowej reprezentacji, media donosiły o ich bezskutecznych próbach dołączenia do reprezentacji Stanów Zjednoczonych i Izraela.

## Osiągnięcia

### Z Glebem Smołkinem
|                                       | Rosja | Rosja | Rosja | Rosja | Rosja | Gruzja |
| Zawody                                | 18–19 | 19–20 | 20–21 | 21–22 | 22–23 | 23–24  |
| Międzynarodowe                        |       |       |       |       |       |        |
| Zimowe igrzyska olimpijskie           |       |       |       | 14    |       |        |
| Mistrzostwa świata                    |       |       |       |       |       | 12     |
| Mistrzostwa Europy                    |       |       |       | 7     |       | 8      |
| GP Skate Canada International         |       |       |       | 5     |       |        |
| CS Budapest Trophy                    |       |       |       |       |       | 1      |
| CS Golden Spin of Zagreb              |       |       |       | WD    |       |        |
| CS Ice Challenge                      |       |       |       | 4     |       |        |
| CS Memoriał Dienisa Tena              |       |       |       |       |       | 1      |
| CS Memoriał Ondreja Nepeli            |       |       |       |       |       | 2      |
| CS Warsaw Cup                         |       |       |       | 1     |       |        |
| U.S. International Classic            |       |       |       | 2     |       |        |
| Międzynarodowe: Kategorie młodzieżowe |       |       |       |       |       |        |
| Mistrzostwa świata juniorów           |       | 5     |       |       |       |        |
| JGP Finał                             |       | 6     |       |       |       |        |
| JGP w Czechach                        | 3     |       |       |       |       |        |
| JGP w Rosji                           |       | 2     |       |       |       |        |
| JGP w Stanach Zjednoczonych           |       | 2     |       |       |       |        |
| Tallinn Trophy                        | 2 J   |       |       |       |       |        |
| Volvo Open Cup                        | 3 J   | 1 J   |       |       |       |        |
| Krajowe                               |       |       |       |       |       |        |
| Mistrzostwa Rosji                     |       |       |       | 2     |       |        |
| Mistrzostwa Rosji juniorów            | 9     | 3     | WD    |       |       |        |